# Todirostre de Bolivie
Hemitriccus spodiops
Ne doit pas être confondu avec Hemitriccus diops.
Espèce
Statut de conservation UICN

 LC  : Préoccupation mineure
Le todirostre de Bolivie (Hemitriccus spodiops) est une espèce de passereaux de la famille des Tyrannidae.

## Distribution
Cet oiseau vit dans le Yunga, entre le sud-est du Pérou (département de Puno) et la Bolivie (au sud-est du département de Santa Cruz).